# Andrea Celeste
Andrea Celeste fue una exitosa telenovela infantil argentina, producida en 1979 por Nicolás del Boca para ATC, basada en una historia original de Abel Santa Cruz, fue protagonizada por Andrea del Boca, como protagonista infantil, junto a Alberto Argibay y Ana María Picchio, como protagonistas adultos, y con la actuación estelar de la entonces actriz infantil Liliana Simoni.
Fue uno de los primeros programas producidos y emitidos en color en la televisión argentina. Además, se trasmitió luego en gran parte de Latinoamérica registrando buenos índices de audiencia, y también a través televisiones locales de Italia.

## Sinopsis
Andrea Celeste o simplemente "Celeste", como todos la llaman, es una niña huérfana de 12 años que creció en un orfanato a lado de su madrina quien la quería mucho. Antes de morir, le confiesa que su madre está viva pero que no sabe dónde está, entonces la pequeña se da a la tarea de encontrarla. Celeste es adoptada por Don Eduardo Arosamena un buen hombre quien adopta a la niña para que esta le alegre la vida a su hija Liliana, a la que todos llaman de cariño "Lili. Sin embargo, esta la ve como una intrusa en su vida y, aconsejada por su perversa institutriz, la señorita Enriqueta, se encargarán de hacerle la vida imposible a Celeste para que esta termine por irse. 
En la casa Celeste encontrará también grandes amigos como Irma, la empleada -a quien se llama "sirvienta"- quien en secreto está enamorada del joven Emilio Arosamena, hijo mayor de Eduardo. Celeste le ayudará  a realizar su sueño ya que la chica -quien es muy lista- se da cuenta de que al joven no le es tan indiferente Irma. Para esto Celeste tiene que espantar a la novia de este, Elena, quien solo quiere atrapar a Emilio para quedarse con su dinero, al igual que su madre Gladis, una viuda que es novia de Don Eduardo, al cual Celeste también ayudará a encontrar el verdadero amor en Laura una mujer misteriosa pero dulce y amable que llegó a trabajar al orfanato el mismo día que Celeste lo dejó, con quien tiene una gran amistad y quien resultará ser ni más ni menos que su madre perdida, llamada en realidad María Luisa. Todo esto lo hará aconsejada y ayudada por su fiel Ángel de la Guarda y por el padre Daniel.

## Elenco
- Andrea del Boca - Andrea Celeste Gonzalo Vertis
- Alberto Argibay - Eduardo Arosamena
- Ana María Picchio - Laura Ledesma / María Luisa Vertis Vda. de Gonzalo / de Arosamena
- Raul Taibo - Emilio Arosamena
- Liliana Simoni - Liliana "Lili" Arosamena
- Cristina Alberó - Ángel de la Guarda
- Coni Vera - Irma
- Mariana Karr - Elena, novia de Emilio
- Nelly Prono - Enriqueta, maestra de Liliana
- Patricia Castell - Directora Carmen
- Leopoldo Verona - Padre Daniel
- Gilda Lousek - Gladis, novia de Eduardo
- Liliana Benard - Felipa
- Marcelo Chimento - Bonzo
- Julio Gini - Rogelio Piñeyro, chofer
- Raúl Filippi - Eugenio
- Alicia Anderson
- Jorge Larrea
- Cristina Fernández
- Velia Chaves
- Nora Cas
- Julio C. Chaves

## Ficha Técnica
- Autor: Abel Santa cruz
- Escenografía: Inés Leroux
- Iluminación: Luis Nigro
- Producción: Nicolás del Boca / Alberto Martin / Hugo Ares
- Asistente de dirección: Alberto Suárez
- Dirección: Nicolás del Boca
- (Algunos datos agregados por: Jorge Luis Suarez, de su archivo personal de Historia de la Televisión Argentina)

## Adaptaciones
- La cadena mexicana Televisa realizó una versión muy exitosa titulada "Chispita" protagonizada por Lucerito, junto a Enrique Lizalde y Angélica Aragón en 1982 bajo la producción de Valentín Pimstein.
- Televisa realizó una segunda versión en 1996, titulada "Luz Clarita" protagonizada por Daniela Luján, junto a César Évora y Verónica Merchant, bajo la producción de MaPat López de Zatarain, logrando tener nuevamente mucho éxito.